# My Lonesome Cowboy
Pour les articles homonymes, voir Cowboy.
My Lonesome Cowboy est une œuvre de Takashi Murakami, 1998 ; c'est une sculpture en résine époxy.

## Description
Dans My Lonesome Cowboy, un adolescent au look manga brandit une salve de sperme jaillissant de son sexe, comme un lasso. L'univers de pouvoirs magiques et surhumains propres aux mangas est traité ici sur un mode ironique, celui de la solitude et de la frustration.

## Artiste
Takashi Murakami est un artiste japonais inspiré par la culture otaku qui s'est fait connaître par deux sculptures en particulier My Lonesome Cowboy et Hiropon, son pendant féminin. Il est considéré comme le « père du pop art japonais » My Lonesome Cowboy marque la période body fluid de Murakami.